# Florensac
Florensac település Franciaországban, Hérault megyében. Lakosainak száma 5138 fő (2022. január 1.). Florensac Agde, Bessan, Castelnau-de-Guers, Marseillan, Pézenas, Pinet, Pomérols és Saint-Thibéry községekkel határos.

## Népesség
A település népessége az elmúlt években az alábbi módon változott:
| Lakosok száma | 2785 | 3064 | 3583 | 4548 | 4969 | 4921 | 5014 | 5057 | 5035 | 5138 |
|               | 1968 | 1982 | 1990 | 2006 | 2013 | 2015 | 2017 | 2019 | 2020 | 2022 |

## Híres szülöttei
- Joseph Bonnel válogatott labdarúgó, edző